# Esqui alpino nos Jogos Paralímpicos de Inverno de 2014 - Super-G feminino
A prova de super-G feminino do esqui alpino nos Jogos Paralímpicos de Inverno de 2014 foi realizada no Centro de Esqui Alpino Rosa Khutor, na Clareira Vermelha, em 10 de março de 2014.

## Medalhistas
|        | Atletas sentadas       | Atletas em pé        | Deficientes visuais                             |
| ------ | ---------------------- | -------------------- | ----------------------------------------------- |
| Ouro   | GER Anna Schaffelhuber | FRA Marie Bochet     | GBR Kelly Gallagher / Charlotte Evans (guia)    |
| Prata  | AUT Claudia Loesch     | FRA Solène Jambaqué  | RUS Aleksandra Frantceva / Pavel Zabotin (guia) |
| Bronze | USA Laurie Stephens    | USA Stephanie Jallen | GBR Jade Etherington / Caroline Powell (guia)   |

## Resultados

### Atletas sentadas
| Pos.              | Bib | Atleta                 | Tempo   | Diferença |
| ----------------- | --- | ---------------------- | ------- | --------- |
| Medalha de ouro   | 23  | GER Anna Schaffelhuber | 1:29.11 | —         |
| Medalha de prata  | 27  | AUT Claudia Loesch     | 1:31.20 | +2.09     |
| Medalha de bronze | 26  | USA Laurie Stephens    | 1:32.09 | +2.98     |
| 4                 | 24  | GBR Anna Turney        | 1:35.27 | +6.16     |
|                   | 22  | USA Alana Nichols      | DNF     |           |
|                   | 25  | USA Stephani Victor    | DNF     |           |
|                   | 28  | GER Anna-Lena Forster  | DNF     |           |
|                   | 29  | JPN Momoka Muraoka     | DSQ     |           |

### Atletas em pé
| Pos.              | Bib | Atleta                   | Tempo   | Diferença |
| ----------------- | --- | ------------------------ | ------- | --------- |
| Medalha de ouro   | 18  | FRA Marie Bochet         | 1:24.20 | —         |
| Medalha de prata  | 17  | FRA Solène Jambaqué      | 1:26.20 | +2.00     |
| Medalha de bronze | 15  | USA Stephanie Jallen     | 1:30.14 | +5.94     |
| 4                 | 10  | USA Allison Jones        | 1:30.66 | +6.46     |
| 5                 | 19  | RUS Mariia Papulova      | 1:31.53 | +7.33     |
| 6                 | 16  | NED Anna Jochemsen       | 1:35.23 | +11.03    |
| 7                 | 14  | CAN Alexandra Starker    | 1:36.52 | +12.32    |
| 8                 | 12  | ITA Melania Corradini    | 1:38.57 | +14.37    |
| 9                 | 11  | USA Melanie Schwartz     | 1:40.27 | +16.07    |
| 10                | 20  | CAN Alana Ramsay         | 1:43.39 | +19.19    |
|                   | 8   | CAN Erin Latimer         | DNF     |           |
|                   | 9   | SVK Petra Smarzova       | DNF     |           |
|                   | 13  | GER Andrea Rothfuss      | DNF     |           |
|                   | 21  | ESP Ursula Pueyo Marimon | DNF     |           |
|                   | 7   | RUS Inga Medvedeva       | DSQ     |           |

### Deficientes visuais
| Pos.              | Bib | Atleta                                    | País               | Tempo   | Diferença |
| ----------------- | --- | ----------------------------------------- | ------------------ | ------- | --------- |
| Medalha de ouro   | 1   | Kelly Gallagher Guia: Charlotte Evans     | GBR Grã-Bretanha   | 1:28.72 | —         |
| Medalha de prata  | 3   | Aleksandra Frantceva Guia: Pavel Zabotin  | RUS Rússia         | 1:28.94 | +0.22     |
| Medalha de bronze | 2   | Jade Etherington Guia: Caroline Powell    | GBR Grã-Bretanha   | 1:29.76 | +1.04     |
| 4                 | 4   | Danelle Umstead Guia: Robert Umstead      | USA Estados Unidos | 1:32.04 | +3.32     |
|                   | 6   | Melissa Perrine Guia: Andrew Bor          | AUS Austrália      | DNF     |           |
|                   | 5   | Henrieta Farkasova Guia: Natalia Subrtova | SVK Eslováquia     | DSQ     |           |

Legenda
| Recorde mundial      | Recorde mundial (World record)               |                       | Recorde africano                      | Recorde africano (African) |                                           | Q | Classificado por posição (Qualified) |
| Recorde olímpico     | Recorde olímpico (Olympic record)            | Recorde da América    | Recorde da América (Americas)         | q                          | Classificado por melhor tempo (Qualified) |   |                                      |
| Melhor marca do ano  | Melhor marca do ano (World leading)          | Recorde asiático      | Recorde asiático (Asian)              | DNS                        | Não largou (Did not start)                |   |                                      |
| Recorde nacional     | Recorde nacional (National record)           | Recorde europeu       | Recorde europeu (European)            | DNF                        | Não terminou (Did not finish)             |   |                                      |
| Recorde pessoal      | Recorde pessoal do atleta (Personal best)    | Recorde da Oceania    | Recorde da Oceania (Oceania)          | DSQ / DQ                   | Desclassificado (Disqualified)            |   |                                      |
| Recorde da temporada | Recorde da temporada do atleta (Season best) | Recorde sul-americano | Recorde sul-americano (South America) | NM                         | Sem marca (No mark)                       |   |                                      |